# Bataille de Fraubrunnen
Invasion française de 1792 et 1798
Batailles
- Longeau
- Neuenegg
- Fraubrunnen
- Grauholz

La bataille de Fraubrunnen se déroule le 5 mars 1798 à Fraubrunnen, dans le canton de Berne, et oppose l'armée française du général Alexis Schauenburg aux troupes confédérées suisses commandées par Charles Louis d'Erlach. L'affrontement se solde par une victoire française.

## Contexte
En 1798, les troupes françaises envahissent la Suisse. Le général Guillaume Brune, commandant en chef de l'armée, ordonne au général Schauenburg de marcher sur Berne en s'emparant au passage de la ville de Soleure. Schauenburg se met donc en route avec 18 000 hommes et après un engagement victorieux à Longeau, il occupe Soleure le 2 mars 1798. Il continue ensuite son offensive en direction de Berne et se heurte le 5 mars, à Fraubrunnen, aux troupes bernoises du général Charles Louis d'Erlach.

## La bataille
Schauenburg décide d'attaquer le village, occupé par 3 000 ou 4 000 soldats bernois. Après un violent combat, les défenseurs sont repoussés et les Français poursuivent leur marche en avant, jusqu'à ce qu'ils tombent sur le gros des forces adverses, sous les ordres du général d'Erlach. Ce dernier a installé ses hommes sur une position couverte à droite par des rochers, et à gauche par des marais et des bois.
Schauenburg fait contourner le dispositif suisse à droite et à gauche par ses soldats, tandis que son artillerie ouvre le feu au centre et met en désordre les lignes bernoises. Dans un même temps, la cavalerie française, forte de 2 000 hommes, charge à son tour les bataillons d'Erlach qui ne disposent d'aucune troupe montée à lui opposer. Malmenés sur leurs ailes par les attaques de Schauenburg et affaiblis au centre par les canons français, les Bernois se replient sur le village d'Urteren d'où ils sont rejetés après un dernier combat. Leurs pertes s'élèvent à 2 000 tués ou blessés, parmi lesquels des femmes. De leur côté, les Français déplorent 1 500 hommes tués ou blessés.

## Conséquences
Après cette défaite, l'armée du général d'Erlach retraite sur Grauholz où elle tente de s'opposer une dernière fois aux Français. Ces derniers dispersent finalement leurs adversaires, et entrent en vainqueurs dans Berne l'après-midi du 5 mars 1798.